# UCP4
UCP4 (proteïna desacobladora 4) és una proteïna del grup de proteïnes desacobladores mitocondrials membres de la família de transportadors d'anions localitzats a la membrana mitocondrial interna com també ho són el transportador de fosfat inorgànic entre d'altres. Totes les UCP reben el seu nom per l'elevada homologia d'aquestes proteïnes amb UCP1 o termogenina, proteïna que genera calor mitjançant el desacoblament de la fosforilació oxidativa de cadena respiratòria. Tot i que UCP2 i UCP3 estan estretament relacionades a UCP1, UCP4 i UCP5 divergeixen molt més i es troben filogenèticament més allunyades de les altres proteïnes desacoplants relacionades amb altres transportadors com el d'oxoglutarat.
UCP4 és específica de cervell i la seva homologia amb UCP1 (29%) és més baixa que la que presenten UCP2 i UCP3 entre si i respecte UCP1.
Tot i que UCP4, s'expressen més en cervell que no pas UCP2, la funció d'aquesta UCP en les neurones no ha estat encara establerta. S'ha suggerit, com en el cas d'UCP5, que podria modular la producció d'ATP i ROS, com suggereixen alguns resultats d'expressió ectòpica d'aquestes proteïnes en diferents línies cel·lulars. També s'ha postulat la seva funció amb relació a funcions neuronals com a neuromoduladores a través de la regulació de la temperatura. Sembla que la proteïna UCP4 humana (hUCP4) podria regular l'homeòstasi i senyalització del calci, suposadament, reduint el potencial de membrana mitocondrial i segrestant calci. La sobreexpressió d'UCP4 en preadipòcits inhibeix la diferenciació dels preadipòcits a adipòcits, estimulant-ne la proliferació, tot i així, el seu paper en adipòcits és encara menys conegut.